# La Pobla de Claramunt
La Pobla de Claramunt è un comune spagnolo di 1 790 abitanti situato nella comunità autonoma della Catalogna.